# Lusagyugh, Aragatsotn
Lusagyugh là một đô thị thuộc tỉnh Aragatsotn, Armenia. Dân số ước tính năm 2011 là 900 người.